# Globális Észak és Globális Dél

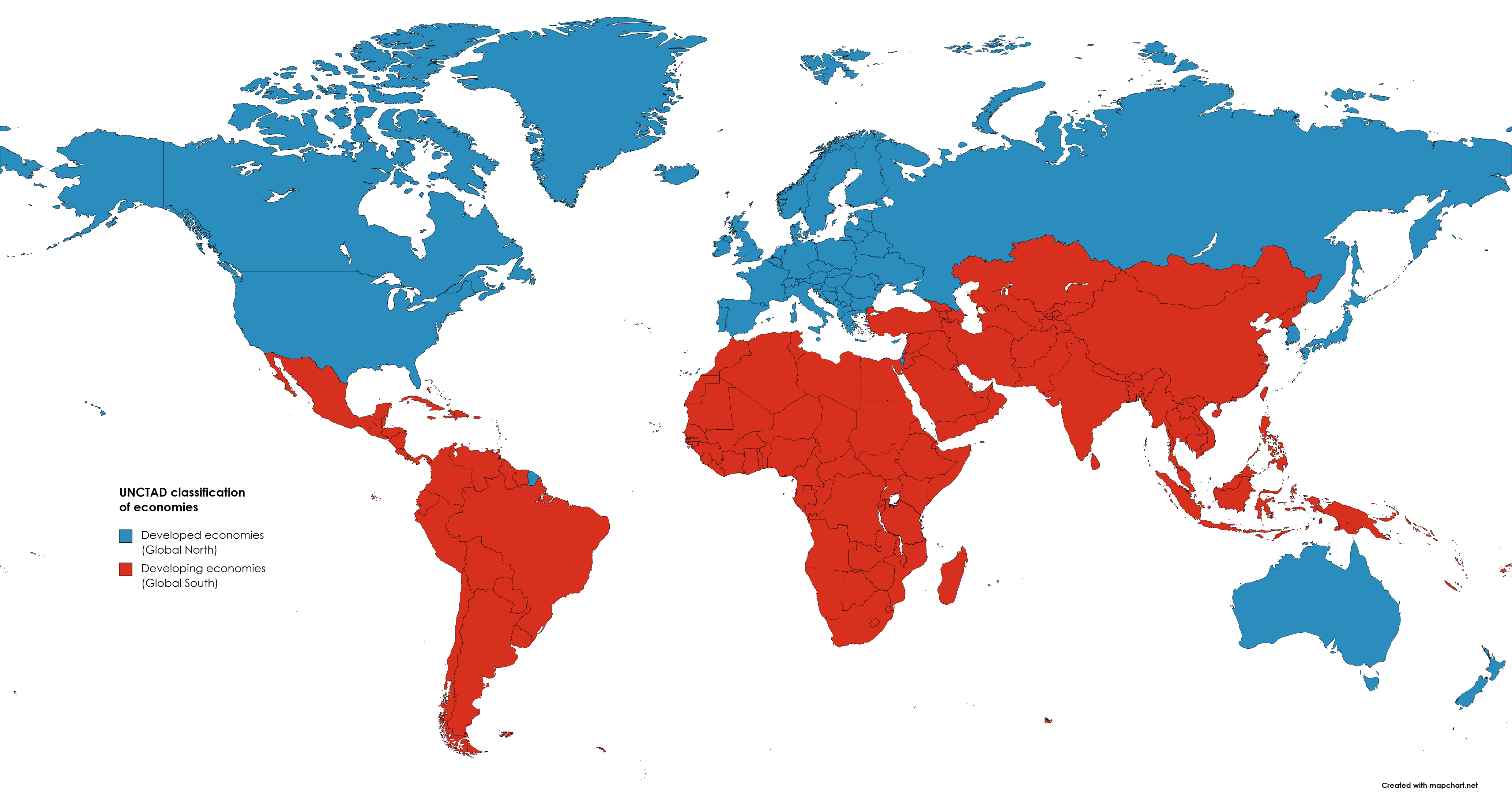
A világ országainak gazdasági osztályozása az UNCTAD szerint: a globális észak (azaz a fejlett országok) kékkel, a globális dél (azaz a fejlődő országok és a legkevésbé fejlett országok) pirossal vannak kiemelve.

A Globális Észak és Globális Dél olyan kifejezések, melyek a Föld országainak a csoportosítását jelölik, politikai, gazdasági, földrajzi és társadalmi jellemzőik alapján. Az ENSZ Kereskedelmi és Fejlesztési Konferenciája (UNCTAD) szerint a globális dél magába foglalja Afrikát, Latin-Amerikát és a Karib-térséget, Ázsiát Izrael, Japán és Dél-Korea kivételével, valamint Óceániát Ausztrália és Új-Zéland kivételével. A globális déli országok többségét általában úgy azonosítják, hogy alacsony jövedelműek, nagy a szegénység és a népességnövekedés, nincs megfelelő lakhatás, az oktatás korlátozott, az egészségügyi ellátórendszerek pedig hiányosak. A globális déllel szemben található a globális észak, amely az UNCTAD szerint nagyjából magában foglalja Észak-Amerikát és Európát, Izraelt, Japánt, Dél-Koreát, Ausztráliát és Új-Zélandot.
A két fogalom nem a bolygó északi és déli féltekére vonatkozik, mivel a globális dél országai közül sok földrajzilag az előbbiben található és ehhez hasonlóan számos globális északi ország az utóbbiban helyezkedik el. Lényegében a globális észak a világ fejlett országait foglalja magába, míg a globális dél a fejlődő és a legkevésbé fejlett országokat tömöríti. A globális dél kifejezést a harmadik világ alternatívájaként vezették be. A globális dél országaira gyakran hivatkoznak újonnan iparosodott vagy iparosodás folyamatában lévő országokként, sokan közülük a gyarmatosítás jelenlegi vagy korábbi alanyai.
A globális északot és a globális délt az eltérő jóléti szintjük, gazdasági fejlettségük, jövedelmi egyenlőtlenségük és a demokrácia ereje, valamint politikai szabadságuk és gazdasági szabadságuk alapján határozzák meg, amelyeket különféle szabadság indexek határoznak meg. A globális észak országai gazdagabbak, kevésbé egyenlőtlenek, demokratikusabbak, békésebbek, és képesek többek között technológiailag fejlett gyártási termékek exportjára. Ezzel szemben a globális dél országai általában szegényebbek, egyenlőtlenebbek, kevésbé demokratikusak, kevésbé békések, és nagymértékben függenek nagyrészt agrár-alapú gazdaság elsődleges szektorától. Egyes tudósok azt úgy vélik, hogy a globális észak és a globális dél közötti egyenlőtlenségi szakadék a globalizáció hatásai miatt csökken. Mások vitatják ezt az álláspontot, mert szerintük a globalizáció hatásai csak fokozzák a különbségeket.